# 齐晋交兵
齐晋交兵，發生於春秋时期，晋国与齐国的一系列戰爭。
齐国、晋国是自西周至春秋时期的两个中原大国，先后称霸。齐桓公称霸时，曾经安定晋献公去世后晋国的内乱。齐桓公去世后，齐国霸权衰落。前632年，晋文公与楚成王争霸的城濮之战后，齐国参加践土之盟，承认晋国的霸主地位。但是在晋国霸权衰落时，齐国一再想要挑战晋国。楚庄王在邲之战大胜晋国后，齐顷公挑战晋国霸权，败于鞌之戰；晋悼公去世后，晋国诸卿争权激烈，齐灵公挑战晋国霸权，败于平阴之战。春秋后期，晋楚两国的霸权全都衰落时，齐景公联合卫国、鲁国对抗晋国，并且干涉晋国六卿内乱。至战国时期，随着三家分晋和田氏代齐，齐晋两国的冲突，演化成田齐和三晋或者赵国、魏国的冲突。

## 过程

### 齐桓公定晋乱
前651年九月，晋献公去世，十月，晋国大夫里克杀死继任的公子奚齐，十一月，里克再杀公子卓子和大臣荀息。为了讨伐晋国发生的祸乱，齐桓公带领诸侯的军队进攻晋国，到达高梁就回国，齐国的隰朋率军会合秦军而使公子夷吾回国即位晋惠公。

### 鞌之戰
前592年，晋国郤克出使齐国，被齐顷公侮辱，于是前591年春，晋景公、卫国的太子臧共同发兵进攻齐国，到达阳穀，齐顷公与晋景公在缯地会见订立盟约，齐国派公子彊到晋国作为人质。晋军回国。前589年春，齐顷公攻打鲁国。四月，卫国孙良夫率军和齐军在新筑交战，卫军战败。六月，鲁国派季孙行父、臧孙许、叔孙侨如、公孙婴齐率军会合诸侯联军，晋国郤克联合卫国孙良夫、曹国公子首在鞌之戰击败齐国，齐国重新服从晋国的霸权。

### 齐灵公、齐庄公挑战晋国霸权
前572年，宋国内乱，晋悼公带领诸侯联军平乱，齐灵公没有在彭城会合，晋国因此讨伐齐国。二月，齐太子光到晋国作为人质。前558年晋悼公去世后的三年，齐国五次攻打鲁国。前555年，晋国执政中行偃纠合下，晋平公、鲁襄公、宋平公、卫殇公、郑简公、曹成公、莒犁比公、邾悼公、滕成公、薛献公、杞孝公、小邾穆公十二国联军在平阴之战大胜齐国，包围临淄。前554年春，诸侯在督扬结盟，晋国的栾鲂领兵跟从卫国的孙文子进攻齐国。五月，晋国的士匄攻打齐国，到达穀地，听到齐灵公去世，礼不伐丧，于是回军。冬天，齐国和晋国讲和，在大隧结盟。前550年秋，齐庄公以晋国栾盈之乱的契机，攻打晋国，深入晋国境内，在荧庭之战击败晋军。前549年秋，晋平公和鲁襄公、宋平公、卫殇公、郑简公、曹武公、莒犁比公、邾悼公、滕成公、薛献公、杞文公、小邾穆公在夷仪会见，准备进攻齐国。由于大水，没能进攻。次年，齐庄公被崔杼弑杀，齐国陷入内乱，随后晋楚弭兵之会召开，齐晋之间将近半个世纪没有爆发战争。

### 齐景公伐晋
前506年，召陵之会，晋国丧失诸侯的拥护。前501年秋，齐景公发兵攻打晋国的夷仪（今山东省聊城市西南）。齐国敝无存、东郭书、犁弥登上夷仪的城墙，在中牟的晋国守军出击击败了齐军。前497年春，齐景公、卫灵公在垂葭，派军队进攻晋国，渡过黄河进攻河内。齐景公披甲和卫灵公一起登车，驱车向前。晋国赵氏邯郸之争，引发范氏中行氏之乱。前496年秋，为了营救范氏，齐景公、宋景公在洮地会见。前494年，齐景公、卫灵公救援邯郸，包围五鹿。齐军和鲁军、卫国的孔圉、鲜虞人进攻晋国，占取了棘蒲。前493年八月，齐国运送粮食给范氏，郑国的罕达（子姚）、驷弘（子般）押送。晋国赵简子在铁之战大胜郑军。前492年春，齐国国夏、卫国石曼姑包围戚地，十月，赵简子率军包围朝歌，荀寅北奔，与赵稷死守邯郸。前491年七月，齐国的陈乞、弦施、卫国的甯跪救援范氏。七月十四日，包围五鹿。九月，赵简子包围邯郸。十一月，邯郸守军举城投降赵简子，荀寅逃到鲜虞，赵稷逃到临地。齐国国夏攻打晋国，占取了邢地、任地、栾地、鄗地、逆畤、阴人、盂地、壶口八城，会合鲜虞，把荀寅送到柏人邑。前490年春，晋国包围柏人，荀寅、范吉射逃奔到齐国。前485年夏，赵简子领兵攻打齐国，大夫请求占卜，赵简子说：“我已经占卜出兵过齐国，事不再卜，占卜也不一定再吉，出发！”占取犁地和辕地，拆毁高唐外城，攻至赖地。

### 荀瑶伐齐
前471年六月，晋国的荀瑶攻打齐国，高无丕率军抵御。荀瑶观察齐军的虚实，马受惊，于是驱马前进，到达齐军营垒前才回去。将要作战，长武子请求占卜。荀瑶认为国君在宗庙里已经用占卜过。齐国占领了晋国的英丘。自己只是为了收复英丘，理由正当，何必占卜。六月二十六日，在犁丘作战，齐军大败，荀瑶亲自擒获颜庚（颜涿聚）。前470年四月，晋出公准备发兵进攻齐国，派人来鲁国请求出兵。鲁国臧石领兵和晋军会合，占领了廪丘。军吏下令作好战前准备，将要进军。晋军撤退回国，晋人把活牛送给臧石。

### 三晋伐齐
三家灭智後，韩赵魏三家经常联合行动。前413年，齐国田庄子进攻晋国魏氏东部边城，攻下黄城（今山东省冠县南），包围阳狐（今河北省大名县东北）。赵氏加强都城中牟的防御，前411年，齐国公子田居思围攻赵氏平邑（今河南省南乐县东北），没有攻克。前405年，齐国田悼子去世，其子田和即位，廪丘（今山东省郓城县西北）田会降晋，齐宣公派田布来攻。魏氏翟角、赵氏孔青、韩氏𠫑羌率军伐齐，爆发三晋伐齐之战，齐军被歼灭三万。前404年，三晋联军再攻齐国，深入长城。齐康公被俘，被迫与三晋家主赵籍、魏斯、韩虔一同去朝见周威烈王。前403年，周威烈王册命赵烈侯、魏文侯、韩景侯为诸侯，是为三家分晋。